# Bolleville (Manche)
Bolleville is een plaats en voormalige gemeente in het Franse departement Manche regio Normandië en telt 382 inwoners (2004).
De plaats maakt deel uit van het arrondissement Coutances en sinds 1 januari 2016 van de op die dag gevormde gemeente La Haye. Sinds die datum heeft Bolleville de status van commune déléguée. 

## Geografie
De oppervlakte van Bolleville bedraagt 6,1 km², de bevolkingsdichtheid is 62,6 inwoners per km².
De onderstaande kaart toont de ligging van Bolleville (Manche) met de belangrijkste infrastructuur en aangrenzende gemeenten.

## Demografie
Onderstaande figuur toont het verloop van het inwonertal (bron: INSEE-tellingen).